# Zachodnioeuropejski Egzarchat Rosyjskiego Kościoła Prawosławnego
Zachodnioeuropejski Egzarchat Rosyjskiego Kościoła Prawosławnego – egzarchat podległy Patriarchatowi Moskiewskiemu obejmujący obszar Europy zachodniej. Został powołany przez patriarchę moskiewskiego i całej Rusi 21 kwietnia 1921. Funkcjonował do 1990. W 2018 r. został ustanowiony powtórnie.

## Historia

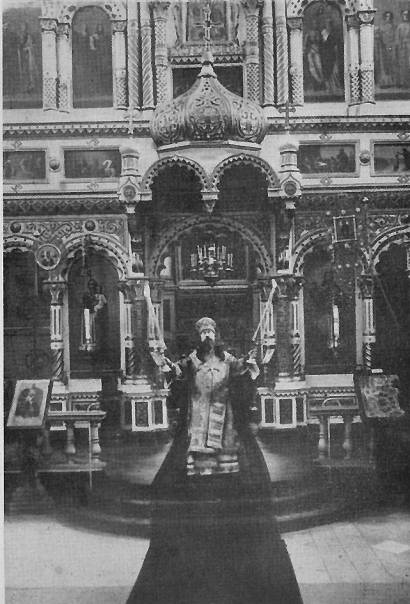
Metropolita Eulogiusz (Gieorgijewski)

Egzarchat został powołany dla prowadzenia opieki nad parafiami prawosławnymi w Europie Zachodniej. Początkowo jego zwierzchnikiem był wikariusz metropolity petersburskiego z tytułem zarządzającego parafiami rosyjskimi w Europie Zachodniej. Pierwszym pełniącym tę funkcję był metropolita Eulogiusz (Gieorgijewski), powołany 30 stycznia 1922 przez patriarchę Tichona. Katedrą egzarchatu był paryski sobór św. Aleksandra Newskiego.
W 1931 większość hierarchów egzarchatu na czele z metropolitą Eulogiuszem przeszła pod jurysdykcję patriarchy Konstantynopola tworząc Zachodnioeuropejski Egzarchat Parafii Rosyjskich, by zaprotestować przeciw postępowaniu Rosyjskiego Kościoła Prawosławnego względem władz radzieckich. Kwestia poparcia Cerkwi dla białej emigracji i ruchów antybolszewickich była również tematem polemik prowadzonych przez przedstawicieli egzarchatu z Kościołem Prawosławnym poza granicami Rosji. Zwolennicy apolityczności struktur cerkiewnych związani z egzarchatem zyskali miano „eulogian”. Po II wojnie światowej siedziba egzarchatu najpierw znajdowała się w Paryżu, a następnie w Londynie.
W 1945 metropolita Eulogiusz zdecydował się na powrót pod jurysdykcję patriarchy Moskwy i został przyjęty. Decyzji tej nie przyjęła jednak do wiadomości większość kleru i wiernych egzarchatu, który postanowili pozostać w dotychczasowej jurysdykcji. Ten rozłam w środowiskach rosyjskiej emigracji, pogłębiający jeszcze dotychczasowe spory, przetrwał do końca istnienia egzarchatu. W 1990 sobór biskupów Rosyjskiego Kościoła Prawosławnego, podjął decyzję o reorganizacji zagranicznych eparchii i egzarchatów Kościoła, likwidując egzarchat zachodnioeuropejski.
W 2018 r. egzarchat zachodnioeuropejski został erygowany ponownie. Siedzibą egzarchy ponownie został Paryż, a na urząd został powołany biskup Jan (Roszczin). W jurysdykcji egzarchy znalazły się parafie Patriarchatu Moskiewskiego na terytorium Francji, Szwajcarii, Włoch, Holandii, Belgii, Wielkiej Brytanii, Irlandii, Portugalii, Hiszpanii, Andory, Monako, Luksemburga i Liechtensteinu.

## Egzarchowie zachodnioeuropejscy
| Hierarcha                   | Lata sprawowania obowiązków | Uwagi                                                                                         |
| Eulogiusz (Gieorgijewski)   | 1922–1930                   | odszedł pod jurysdykcję patriarchy Konstantynopola                                            |
| Eleuteriusz (Bogojawleński) | 1930–1940                   | równolegle metropolita wileński i litewski; zrezygnował z urzędu z powodu złego stanu zdrowia |
| Eulogiusz (Gieorgijewski)   | 1945–1946                   | wrócił pod jurysdykcję patriarchy Moskwy                                                      |
| Serafin (Łukianow)          | 1946–1949                   |                                                                                               |
| Focjusz (Topiro)            | 1950–1951                   | równocześnie metropolita wileński                                                             |
| Borys (Wik)                 | 1951–1954                   | równocześnie metropolita Berlina i całych Niemiec, locum tenens                               |
| Mikołaj (Jeriomin)          | 1954–1963                   | równocześnie biskup korsuński                                                                 |
| Antoni (Bloom)              | 1963–1974                   | równocześnie metropolita suroski, do 1966 locum tenens                                        |
| Nikodem (Rotow)             | 1974–1978                   | równocześnie metropolita leningradzki i nowogrodzki                                           |
| Filaret (Wachromiejew)      | 1978–1984                   | równocześnie metropolita miński i słucki                                                      |
| Włodzimierz (Sabodan)       | 1984–1990                   | równocześnie metropolita rostowski i nowoczerkaski                                            |
| Jan (Roszczin)              | 2018–2019                   |                                                                                               |
| Antoni (Siewriuk)           | od 2019                     |                                                                                               |

## Podział administracyjny
W skład egzarchatu wchodziły w różnych okresach następujące eparchie: suroska, brukselsko-belgijska, zuryska, haska i niderlandzka, chersoneska, berlińska i niemiecka.
Od 28 grudnia 2018 r. w skład reaktywowanego egzarchatu wchodzą następujące administratury:
- Eparchia brukselska (Belgia, Luksemburg)
- Eparchia chersoneska (Francja, Szwajcaria, Liechtenstein, Monako)
- Eparchia haska (Holandia)
- Eparchia hiszpańsko-portugalska (Hiszpania, Portugalia, Andora)
- Eparchia suroska (Wielka Brytania, Irlandia)
- Patriarsze parafie we Włoszech (Włochy, Malta, San Marino)